# Joachim Meichßner
Joachim Meichssner (né le 4 avril 1906 à Deutsch-Eylau, mort le 29 septembre 1944 à Berlin) est un officier allemand, membre du complot du 20 juillet 1944.

## Biographie
Joachim Meichßner est le fils de Maximilian Meichßner, pasteur de Wittemberg. Après son abitur à l'École régionale de Pforta en 1924, il intègre l'école des officiers de la Reichswehr. En 1935, il devient élève de la Kriegsakademie de Berlin. À sa sortie en 1937, il intègre l'Oberkommando des Heeres, où il est en 1940 premier officier d'état-major dans l'Ersatzheer. Son supérieur est le général d'infanterie Friedrich Olbricht, qui introduit Meichssner dans la résistance.
Après une participation au front en 1943, Meichßner est colonel d'état-major dans l'organisation du personnel des forces armées. Dans ce cadre, il se trouve près de Hitler, mais ne tente rien.
Après le complot du 20 juillet 1944, Meichßner est arrêté quelques jours après par la Gestapo. L'Ehrenhof de la Wehrmacht prononce sa déchéance le 14 août, si bien que la Reichskriegsgericht ne le jugera pas. Le 28 et 29 septembre 1944, il comparaît devant la Volksgerichtshof. Le 29 septembre, il est condamné à la peine de mort et pendu.